# Theatre of Tragedy
Theatre of Tragedy – norweski zespół muzyczny ze Stavanger, założony w 1993 roku. Sławę grupa zyskała już w początkowym okresie istnienia, a to dzięki takim albumom jak Velvet Darkness They Fear czy A Rose for the Dead.
Theatre of Tragedy obecnie zaliczana jest do prekursorów gatunku gothic metal oraz death doom. W swej twórczości wykorzystuje kontrastujący żeński śpiew (sopran) w stosunku do śpiewu męskiego (bas) w tym partie growlu. Na trzech pierwszych LP słowa do utworów inspirowane były wczesną nowoangielszczyzną. Wraz z ukazaniem się album pt. Musique grupa zmieniła formę tekstową oraz styl wykonywanej muzyki podążając w stronę nowoczesnego heavy metalu z wpływami industrialu i szeroko pojętej muzyki elektronicznej.

## Historia zespołu
Zespół powstał w pierwszej połowie lat dziewięćdziesiątych XX wieku. W początkowym okresie działalności grupa wykonywała tradycyjny doom metal, jednak tuż po dołączeniu do zespołu wokalistki Liv Kristine muzycy poszerzyli zakres inspiracji muzycznych.
W roku 1994 roku zespół wydał pierwsze demo zatytułowane Theatre of Tragedy cieszące się uznaniem zarówno fanów jak i krytyki. W rok później nakładem firmy Massacre Records ukazał się debiutancki album również pt. Theatre of Tragedy inspirowany twórczością takich grup jak My Dying Bride czy Paradise Lost.
Rok później ukazał się drugi studyjny album pt. Velvet Darkness They Fear. Obecnie powszechnie uznawany za wyznacznik gatunku death doom/gothic metal. W roku 1997 wydano EP-kę pt. A Rose For The Dead.
Rok później ukazał się kolejny studyjny album pt. Aégis. Muzycznie album przyniósł stonowanie zarówno partii instrumentalnych jak i wokalnych.
W 2000 roku ukazał się album pt. Musique odbiegający od wcześniejszych dokonań grupy. Album muzycznie oparty na rozbudowanych partiach instrumentów klawiszowych na podbudowie przesterowanych gitar, prezentował stylistycznie nowoczesną odmianę metalu z wpływami muzyki elektronicznej. W tym samym roku nakładem byłej wytwórni (Massacre Records) wyszła EP-ka "Inperspective" zawierająca rzadkie utwory zespołu oraz remiksy.
W roku 2001 światło dzienne ujrzał krążek z zapisem koncertu promującego płytę "Aegis" -"Closure:live".
Kontynuacją wcześniej obranego stylu była wydana w 2002 roku płyta pt. Assembly. Rok później z grupy została wyrzucona wokalistka Liv Kristine. Powodem tej decyzji było izolowanie się Liv od reszty zespołu. Po roku poszukiwań, nową wokalistką została znana z występów w grupie The Crest Nell Sigland.
W 2006 roku ukazał się pierwszy już z nową wokalistką album pt. Storm.
Premiera ósmego albumu formacji Forever Is the World, odbyła się 18 września 2009 roku. Album został wydany w trzech edycjach: zwykłej, digipack (z dodatkowym utworem) oraz jako podwójny winyl (z dwoma dodatkowymi utworami, z których jeden ukaże się tylko w tej edycji). 2 października 2010 roku w Stavanger odbył się ostatni koncert, po którym zespół został rozwiązany.

## Muzycy

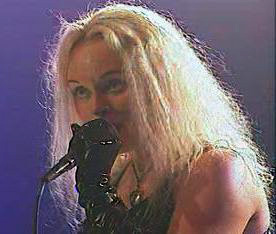
Liv Kristine

| Ostatni skład zespołu - Raymond István Rohonyi – śpiew, elektronika, programowanie (1993–2010) - Nell Sigland – śpiew (2004–2010) - Frank Claussen – gitara (1997–2010) - Vegard K. Thorsen – gitara (1999–2010) - Lorentz Aspen – instrumenty klawiszowe (1993–2010) - Hein Frode Hansen – perkusja (1993–2010) - Erik Torp – gitara basowa (2010) |  | Byli członkowie zespołu - Liv Kristine Espenæs Krull – śpiew (1993–2003) - Tommy Lindal – gitara (1993–1997) - Tommy Olsson – gitara (1997–1999) - Geir Flikkeid – gitara (1995–1997) - Pål Bjåstad – gitara (1993–1995) - Eirik T. Saltrø – gitara basowa (1993–2000) |

## Dyskografia
Albumy studyjne
- Theatre of Tragedy (1995)
- Velvet Darkness They Fear (1996)
- Aégis (1998)
- Musique (2000)
- Assembly (2002)
- Storm (2006)
- Forever Is the World (2009)

Albumy koncertowe
- Closure: Live (2001)

Albumy wideo
- Last Curtain Call (2011, DVD)[6]

Minialbumy
- A Rose for the Dead (1997)
- Inperspective (2000)
- Machine (2001)
- Addenda EP (2010)

Dema
- Theatre of Tragedy (1994)

Single
- A Hamlet For A Slothful Vassal (1996)
- Der Tanz Der Schatten (1996)
- Cassandra (1998)
- Image (2000)
- Let You Down (2002)
- Envision (2002)
- Storm (2006)
- Deadland (2009)